# Mehmed Selim Pașa
Mehmed Selim Pașa (n. 1771, Tighina, Imperiul Otoman – d. decembrie 1831, Damasc, Imperiul Otoman), poreclit Benderli (de la Bender, locul unde s-a născut), a fost un om de stat otoman, care a îndeplinit funcția de Mare Vizir.